# Polydactylus approximans
Polydactylus approximans és una espècie de peix pertanyent a la família dels polinèmids.
Es troba al Pacífic oriental: des de la badia de Monterrey
(Califòrnia, Estats Units) -tot i que esdevé rar al nord de la Baixa Califòrnia-
fins a la regió de Callao (Perú). N'hi ha també un registre a les illes Galápagos.

És inofensiu per als humans i forma part de llur dieta a nivell local.
És un peix marí, demersal i de clima subtropical (37°N-12°S, 122°W-77°W) que viu fins als 30 m de fondària a les aigües costaneres de fons sorrencs i fangosos. Les larves i els joves petits són pelàgics.
Es nodreix de cucs, crancs, gambes, cloïsses i, de vegades també, peixets (com ara, seitons).
A les illes Galápagos és depredat per caràngids i escòmbrids.
Les seues principals amenaces són la destrucció dels manglars, la contaminació aquàtica i el desenvolupament dels estuaris.

## Morfologia
Pot arribar a fer 36 cm de llargària màxima (normalment, en fa 20). Té 9 espines i 11-13 radis tous a l'aleta dorsal i 3 espines i 13-15 radis tous a l'anal. Té 24 vèrtebres. Té el cos gris sense ratlles ni taques. Té el llavi de la mandíbula inferior ben desenvolupat. El maxil·lar superior no està cobert d'escates. Té 6 filaments pectorals (el més llarg no arriba més enllà del nivell de l'extrem posterior de la base de l'aleta anal). La línia lateral es bifurca en arribar a les membranes de l'aleta caudal i s'estén als marges posteriors dels lòbuls superior i inferior de la susdita aleta. Posseeix bufeta natatòria.